# Ocrepeira albopunctata
Ocrepeira albopunctata är en spindelart som först beskrevs av Władysław Taczanowski 1879.  Ocrepeira albopunctata ingår i släktet Ocrepeira och familjen hjulspindlar. Inga underarter finns listade i Catalogue of Life.